# Aeroportul Little Grand Rapids
Aeroportul Little Grand Rapids (IATA: ZGR, ICAO: CZGR) este un aeroport din Manitoba, Canada.
Situat la o altitudine de 307 m, aeroportul dispune de o singură pistă.